# John Obi Mikel
John Michael Nchekwube Obinna, dit John Obi Mikel, né le 22 avril 1987 à Jos au Nigeria, est un footballeur international nigérian, qui évoluait au poste de milieu de terrain (milieu défensif ou relayeur).

## Profil du joueur
Mikel est un joueur atypique, doté d'une aisance dans la maîtrise du ballon et dans les dribbles malgré son gabarit imposant. Il dispose d'une bonne frappe de balle et d'une très bonne précision dans les passes qui lui permet de distiller de très bons ballons et de créer du jeu. Grâce à sa grande taille, il est un élément très important quand il s'agit de défendre.

## Biographie

### Carrière en club

#### Débuts de carrière
Fils de Michael Obi, travaillant dans une compagnie de transports, Mikel est originaire de Jos, capitale de l'État de Plateau dans le centre du pays. D'ethnie Igbo, son nom "Nchekwube" signifie "espoir" et "Obi" est un diminutif en igbo de "Obinna" (qui signifie "le cœur du père").
Il commence à rentrer dans le monde du football à l'âge de 12 ans lorsqu'il fut repéré pour son talent parmi 3000 jeunes joueurs pour jouer avec la Pepsi Football Academy. Il est alors recruté chez les jeunes du club du Plateau United Football Club puis est sélectionné avec l'équipe du Nigeria des -17 ans pour disputer la coupe du monde des moins de 17 ans 2003 en Finlande. Il est remarqué durant la compétition et rejoint alors l'Afrique du Sud pour être formé par l'académie de l'Ajax Cape Town Football Club en 2004.
Grand espoir du football nigérian, le club norvégien du FK Lyn Oslo le transfère en 2005, après avoir été désigné durant l'été deuxième meilleur joueur de la coupe du monde des moins de 20 ans 2005 aux Pays-Bas, perdue en finale contre l'Argentine d'un certain Lionel Messi sur le score de 2-1.

#### Chelsea
En 2006, Chelsea arrache le milieu nigérian au club de Manchester United (après une période tumultueuse, les deux clubs le réclamant),,,. Après ce long imbroglio en début de saison (transfert estimé à 23 millions d'euros), Chelsea est finalement condamné à payer 12 millions de livres à Manchester United et 4 millions de livres au FC Lyn Oslo.
Lors de la saison 2010-2011, il est titularisé lors de chaque début de match, réalisant un très bon début de saison, notamment grâce sa complémentarité avec Michael Essien et Frank Lampard.
Le 12 août 2011, Michael Obi, le père de Mikel, est victime d'un kidnapping au Nigeria. Informé de l'enlèvement de son père le 15 juste avant le match contre Stoke City, il met alors tout en œuvre pour le retrouver, et lancera même un appel, très ému, en conférence de presse. Il déclare à Sky Sports News: « J'ai toujours tenté d'aider mon pays, c'est maintenant le moment pour le pays de m'aider, quiconque sait où est mon père, s'il vous plait contactez moi. », Michael Obi est finalement retrouvé en vie le 22 août 2011, dans la ville de Kano, et ses ravisseurs arrêtés par la police,.
Après une première partie de saison 2011-2012 compliquée et généralement passée sur le banc, sa carrière prend une autre dimension lorsque Roberto Di Matteo devient entraîneur de Chelsea. En effet, il remporte d'abord sa quatrième FA Cup début mai et le 19 mai 2012, après un match où Mikel a énormément donné en milieu de terrain, Chelsea remporte enfin sa première Ligue des champions.
La saison 2012-2013 commence comme la précédente pour son club (perte des trophées gagnés la saison précédente) et lui. Mikel continue cependant d'être indispensable au milieu de terrain et, en l'absence de Frank Lampard, blessé, il forme avec Ramires un très bon duo au milieu de terrain.

#### Tianjin Teda
Le 6 janvier 2017, et après plus de dix ans passés à Chelsea, John Obi Mikel signe dans le championnat chinois avec le club du Tianjin TEDA.

#### Middlesbrough
Après deux ans passés au Tianjin TEDA, il est de retour en Angleterre, s'engageant avec Middlesbrough le 24 janvier 2019. 
Il joue son premier match pour le club le 26 janvier 2019 face au Newport County AFC, en coupe d'Angleterre. Il est titularisé et les deux équipes se neutralisent (1-1 score final).
Mikel inscrit son unique but avec Middlesbrough lors de sa dernière apparition pour le club, le 5 mai 2019, lors de la dernière de championnat face au Rotherham United. Il contribue ce jour-là à la victoire de son équipe (1-2 score final),. 
Il part à la fin de son contrat soit au bout de six mois.

#### Trabzonspor
John Obi Mikel signe le 1er juillet 2019 au club turc de Trabzonspor. Il y signe un contrat de deux saisons plus une en option. Il joue son premier match pour Trabzonspor le 8 août 2019, lors d'une rencontre qualificative pour la Ligue Europa 2019-2020 contre l'AC Sparta Prague. Il est titularisé ce jour-là et les deux équipes se neutralisent (2-2 score final).
Le 17 mars 2020, il quitte Trabzonspor par crainte du coronavirus, car le championnat turc se poursuivait malgré la pandémie.

#### Stoke City et après
Le 17 août 2020, il s'engage avec Stoke City, club évoluant en Championship. Il joue son premier match pour Stoke en étant titularisé le 12 septembre 2020, lors de la première journée de la saison 2020-2021 face au Millwall FC (0-0). Il s'impose rapidement comme un joueur majeur de l'équipe, étant nommé capitaine dès le mois d'octobre.
Le 2 juillet 2021, il rejoint Koweït Sporting Club.

### Carrière en sélection
En Janvier 2005, le Nigéria survole la compétition de la CAN des moins de vingt ans au Bénin et se hisse en finale face à l’Egypte.  Dans cette compétition John Obi Mikel remporte le trophée avec sa sélection et est désigné meilleur joueur du tournoi.  Positionné dans un rôle de meneur de jeu, John Obi Mikel fait l’unanimité sur ses qualités.
Retenu dans la liste des 23 Nigérians devant prendre part au Mondial 2010, il est contraint de déclarer forfait en raison d'une blessure à la cheville contractée lors d'un entraînement. Il est remplacé par Brown Ideye.
Le 10 février 2013, il remporte la coupe d'Afrique des nations ce qui lui permet d'écrire une nouvelle ligne à son impressionnant palmarès.
En juillet 2019 John Obi Mikel annonce que la coupe d'Afrique des nations 2019 serait son dernier tournoi avec le Nigeria.

## Statistiques
| Saison                | Club                  | Championnat           | Championnat | Championnat | Championnat | Coupe nationale | Coupe nationale | Coupe nationale | Coupe de la Ligue | Coupe de la Ligue | Coupe de la Ligue | Supercoupe | Supercoupe | Supercoupe | Compétition(s) continentale(s) | Compétition(s) continentale(s) | Compétition(s) continentale(s) | Compétition(s) continentale(s) | Supercoupe UEFA | Supercoupe UEFA | Supercoupe UEFA | Coupe du monde des clubs FIFA | Coupe du monde des clubs FIFA | Coupe du monde des clubs FIFA | Nigeria | Nigeria | Nigeria | Total | Total | Total |
| Saison                | Club                  | Division              | M.          | B.          | P.d.        | M.              | B.              | P.d.            | M.                | B.                | P.d.              | M.         | B.         | P.d.       | Comp.                          | M.                             | B.                             | P.d.                           | M.              | B.              | P.d.            | M.                            | B.                            | P.d.                          | M.      | B.      | P.d.    | M.    | B.    | P.d.  |
| 2005                  | Lyn Oslo              | D1                    | 6           | 1           | 0           | -               | -               | -               | -                 | -                 | -                 | -          | -          | -          | -                              | -                              | -                              | -                              | -               | -               | -               | -                             | -                             | -                             | 1       | 0       | 0       | 7     | 1     | 0     |
| 2006                  | Lyn Oslo              | D1                    | 0           | 0           | 0           | -               | -               | -               | -                 | -                 | -                 | -          | -          | -          | -                              | -                              | -                              | -                              | -               | -               | -               | -                             | -                             | -                             | 4       | 1       | 0       | 4     | 1     | 0     |
| Sous-total            | Sous-total            | Sous-total            | 6           | 1           | 0           | -               | -               | -               | -                 | -                 | -                 | -          | -          | -          | -                              | -                              | -                              | -                              | -               | -               | -               | -                             | -                             | -                             | 5       | 1       | 0       | 11    | 2     | 0     |
| 2006-2007             | Chelsea FC            | Premier League        | 22          | 0           | 3           | 6               | 2               | 0               | 4                 | 0                 | 0                 | 1          | 0          | 0          | C1                             | 9                              | 0                              | 0                              | -               | -               | -               | -                             | -                             | -                             | 3       | 0       | 0       | 45    | 2     | 3     |
| 2007-2008             | Chelsea FC            | Premier League        | 29          | 0           | 0           | 2               | 0               | 0               | 3                 | 0                 | 0                 | 1          | 0          | 0          | C1                             | 4                              | 0                              | 0                              | -               | -               | -               | -                             | -                             | -                             | 10      | 1       | 0       | 49    | 1     | 0     |
| 2008-2009             | Chelsea FC            | Premier League        | 34          | 0           | 2           | 5               | 0               | 0               | 1                 | 0                 | 0                 | -          | -          | -          | C1                             | 9                              | 0                              | 0                              | -               | -               | -               | -                             | -                             | -                             | 3       | 0       | 0       | 52    | 0     | 2     |
| 2009-2010             | Chelsea FC            | Premier League        | 25          | 0           | 1           | 3               | 0               | 1               | 2                 | 0                 | 0                 | 1          | 0          | 0          | C1                             | 4                              | 0                              | 0                              | -               | -               | -               | -                             | -                             | -                             | 8       | 0       | 0       | 43    | 0     | 2     |
| 2010-2011             | Chelsea FC            | Premier League        | 28          | 0           | 1           | 2               | 0               | 0               | -                 | -                 | -                 | 1          | 0          | 0          | C1                             | 6                              | 0                              | 0                              | -               | -               | -               | -                             | -                             | -                             | 5       | 0       | 0       | 42    | 0     | 1     |
| 2011-2012             | Chelsea FC            | Premier League        | 22          | 0           | 0           | 5               | 0               | 0               | 1                 | 0                 | 0                 | -          | -          | -          | C1                             | 6                              | 0                              | 1                              | -               | -               | -               | -                             | -                             | -                             | 4       | 0       | 1       | 38    | 0     | 2     |
| 2012-2013             | Chelsea FC            | Premier League        | 22          | 0           | 0           | 3               | 0               | 0               | 1                 | 0                 | 0                 | 1          | 0          | 0          | C1+C3                          | 5+4                            | 0                              | 0                              | 1               | 0               | 0               | 1                             | 0                             | 0                             | 14      | 2       | 4       | 52    | 2     | 4     |
| 2013-2014             | Chelsea FC            | Premier League        | 24          | 1           | 1           | 2               | 1               | 0               | 2                 | 0                 | 0                 | -          | -          | -          | C1                             | 7                              | 0                              | 0                              | 1               | 0               | 0               | -                             | -                             | -                             | 12      | 0       | 0       | 48    | 2     | 1     |
| 2014-2015             | Chelsea FC            | Premier League        | 18          | 0           | 1           | 2               | 0               | 0               | 4                 | 0                 | 0                 | -          | -          | -          | C1                             | 2                              | 1                              | 0                              | -               | -               | -               | -                             | -                             | -                             | 6       | 0       | 0       | 32    | 1     | 1     |
| 2015-2016             | Chelsea FC            | Premier League        | 25          | 0           | 1           | 2               | 0               | 0               | 2                 | 0                 | 0                 | -          | -          | -          | C1                             | 4                              | 1                              | 0                              | -               | -               | -               | -                             | -                             | -                             | 5       | 0       | 1       | 38    | 1     | 2     |
| 2016-2017             | Chelsea FC            | Premier League        | -           | -           | -           | -               | -               | -               | -                 | -                 | -                 | -          | -          | -          | -                              | -                              | -                              | -                              | -               | -               | -               | -                             | -                             | -                             | 3       | 1       | 0       | 3     | 1     | 0     |
| Sous-total            | Sous-total            | Sous-total            | 249         | 1           | 10          | 32              | 3               | 1               | 20                | 0                 | 0                 | 5          | 0          | 0          | -                              | 63                             | 2                              | 1                              | 2               | 0               | 0               | 1                             | 0                             | 0                             | 73      | 4       | 6       | 445   | 10    | 18    |
| 2017                  | Tianjin TEDA          | CSL                   | 13          | 1           | 1           | -               | -               | -               | -                 | -                 | -                 | -          | -          | -          | -                              | -                              | -                              | -                              | -               | -               | -               | -                             | -                             | -                             | 4       | 1       | 1       | 17    | 2     | 2     |
| 2018                  | Tianjin TEDA          | CSL                   | 18          | 2           | 2           | -               | -               | -               | -                 | -                 | -                 | -          | -          | -          | -                              | -                              | -                              | -                              | -               | -               | -               | -                             | -                             | -                             | 6       | 0       | 0       | 24    | 2     | 2     |
| Sous-total            | Sous-total            | Sous-total            | 31          | 3           | 3           | -               | -               | -               | -                 | -                 | -                 | -          | -          | -          | -                              | -                              | -                              | -                              | -               | -               | -               | -                             | -                             | -                             | 10      | 1       | 1       | 41    | 4     | 4     |
| 2018-2019             | Middlesbrough FC      | Championship          | 18          | 1           | 0           | 1               | 0               | 0               | -                 | -                 | -                 | -          | -          | -          | -                              | -                              | -                              | -                              | -               | -               | -               | -                             | -                             | -                             | 4       | 0       | 0       | 23    | 1     | 0     |
| Sous-total            | Sous-total            | Sous-total            | 18          | 1           | 0           | 1               | 0               | 0               | -                 | -                 | -                 | -          | -          | -          | -                              | -                              | -                              | -                              | -               | -               | -               | -                             | -                             | -                             | 4       | 0       | 0       | 23    | 1     | 0     |
| 2019-2020             | Trabzonspor           | Süper Lig             | 14          | 0           | 0           | 3               | 0               | 0               | -                 | -                 | -                 | -          | -          | -          | C3                             | 5                              | 0                              | 0                              | -               | -               | -               | -                             | -                             | -                             | -       | -       | -       | 22    | 0     | 0     |
| Sous-total            | Sous-total            | Sous-total            | 14          | 0           | 0           | 3               | 0               | 0               | -                 | -                 | -                 | -          | -          | -          | -                              | 5                              | 0                              | 0                              | -               | -               | -               | -                             | -                             | -                             | -       | -       | -       | 22    | 0     | 0     |
| Total sur la carrière | Total sur la carrière | Total sur la carrière | 318         | 6           | 16          | 36              | 3               | 1               | 20                | 0                 | 0                 | 5          | 0          | 0          | -                              | 68                             | 2                              | 1                              | 2               | 0               | 0               | 1                             | 0                             | 0                             | 92      | 6       | 7       | 542   | 17    | 25    |

## Palmarès
| Nigeria -20 ans - Coupe du monde -20 ans : - Finaliste : 2005 - Coupe d'Afrique -20 ans - Vainqueur : 2005 Nigeria - Coupe d'Afrique des nations : - Vainqueur : 2013. Nigeria olympique - Jeux olympiques : - Médaille de bronze : 2016.      |  | Chelsea \| - Championnat d'Angleterre (2) : - Champion : 2010 et 2015. - Vice-champion : 2007, 2008 et 2011. - Coupe d'Angleterre (4) : - Vainqueur : 2007, 2009, 2010 et 2012. - Coupe de la Ligue (2) : - Vainqueur : 2007 et 2015. - Finaliste : 2008. \| \| - Community Shield (1) : - Vainqueur : 2009. - Finaliste : 2006, 2007, 2010 et 2012. - Ligue des champions (1) : - Vainqueur : 2012. - Finaliste : 2008. - Coupe du monde des clubs : - Finaliste : 2012. - Ligue Europa (1) : - Vainqueur : 2013. - Supercoupe de l'UEFA : - Finaliste : 2012 et 2013. \| |
| - Championnat d'Angleterre (2) : - Champion : 2010 et 2015. - Vice-champion : 2007, 2008 et 2011. - Coupe d'Angleterre (4) : - Vainqueur : 2007, 2009, 2010 et 2012. - Coupe de la Ligue (2) : - Vainqueur : 2007 et 2015. - Finaliste : 2008. |  | - Community Shield (1) : - Vainqueur : 2009. - Finaliste : 2006, 2007, 2010 et 2012. - Ligue des champions (1) : - Vainqueur : 2012. - Finaliste : 2008. - Coupe du monde des clubs : - Finaliste : 2012. - Ligue Europa (1) : - Vainqueur : 2013. - Supercoupe de l'UEFA : - Finaliste : 2012 et 2013. |

### Distinctions individuelles
- Meilleur jeune joueur africain de l'année (2) :
  - Vainqueur : 2005 et 2006.

- Meilleur joueur de Chelsea de l'année (2) :
  - Vainqueur : 2007 et 2008.